# ابن کمونه
سعد بن منصور معروف به ابن کمونه (۱۲۱۵-۱۲۸۴ میلادی)  فیلسوف و منطق دان بغدادی و از اعضای دارالحکمه بود. 
به قولی، او یهودی بوده و به اسلام گرویده‌است، یا به اعتبار اینکه جدش یهودی بوده‌است او را یهودی خوانده‌اند. مضمون ابتدا و انتهای چند کتاب مختلف او نشان می‌دهد که وی مسلمان و بلکه شیعه بوده‌است.

## آثار
ابن کمونه چند اثر در منطق دارد:
- بخش منطق کتاب الکاشف فی الحکمه الجدیده: وی در این کتاب مختصری از علم منطق را آورده و در پایان می‌گوید مباحث منطقی بسیار فروان است و بیش از آنچه را در کتابش آورده سودمند نمی‌داند. بلکه بسیاری از مباحث منطقی مطرح شده تنها برای تمرین ذهن است نه نیاز در بخش طبیعیات و الهیات.
- بخش منطق شرح التلویحات سهروردی.
- بخش منطق المطالب المهمه فی علم الحکمه.
- بخش منطق الملتقط من کتاب زبده النقض و لباب الکشف (البته این کتاب تألیف نخجوانی است و ابن کمونه آن را خلاصه کرده‌است).

## آراء در منطق
۱- از نظر ابن کمونه، مانند دیگر منطق‌دانان پس از شیخ اشراق، مفهومی آسان و حد حقیقی دشوار است.
۲- او در تعریف، تساوی مصداقی بین معرِّف و معرَّف را شرط نمی ذاند؛ زیرا از نظر او رسم ناقص معرَّف را از بعض ماعدایش ممتاز می‌کند.
۳- شرط انتاج شکل اول و سوم فعلیت صغری نیست؛ زیرا با صغرای ممکنه نیز قیاس منتج است.
۴- از نظر ابن کمونه، استقراء نوعی قیاس است. اگر استقراء ناقص باشد، ممکن است یکی از مقدماتش صادق نباشد. از این روی، این استقراء - بر خلاف استقرای تام - معتبر نیست.